# Royal Society of Edinburgh

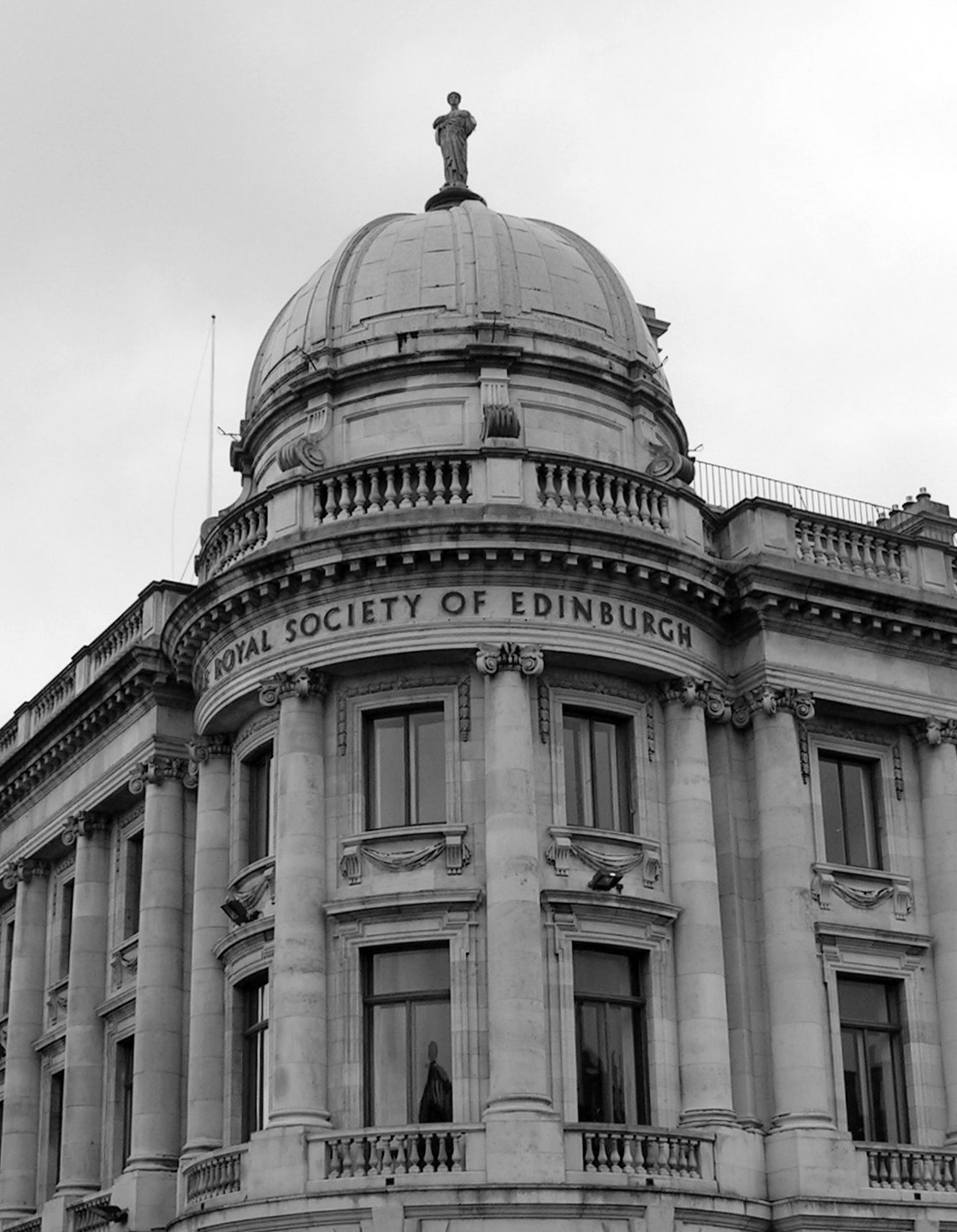
Gebäude der Royal Society

Die Royal Society of Edinburgh ist Schottlands nationale Akademie der Wissenschaften. Die Zahl ihrer Mitglieder ist auf 1400 begrenzt. Analog zur Mitgliedschaft wird der offizielle Titel FRSE (Fellow of the Royal Society of Edinburgh) verliehen. Überdies werden jährlich Fördergelder in Höhe von 500.000 Pfund vergeben.

## Geschichte
Die Royal Society of Edinburgh wurde 1783 gegründet. 1785 erschien der erste Band der Transactions of the Royal Society of Edinburgh, in dem u. a. James Huttons Theory of the Earth veröffentlicht wurde. 1832 wurde mit der Herausgabe der Proceedings of the Royal Society of Edinburgh begonnen. Die Akademie war von 1826 bis 1908 im Royal Scottish Academy Building in Edinburgh angesiedelt, welches sich in der Princes Street befindet und heute von der Royal Scottish Academy genutzt wird. Seit 1909 befindet sich das Gebäude der Royal Society in der 22–24 George Street in Edinburgh.

## Preise
Die Institution verleiht verschiedene Preise, beispielsweise die Keith Medal, seit 2000 die Royal Medal in verschiedenen Sparten, den Wolfson James Clerk Maxwell Award für Elektronik (seit 2006), die W. S. Bruce Medal und die Neill Medal.

## Publikationen
- Earth and Environmental Science Transactions of the Royal Society of Edinburgh (bis 1980 unter dem Titel Transactions of the Royal Society of Edinburgh: Earth Sciences)
- Proceedings of the Royal Society of Edinburgh A: Mathematics
- Proceedings of the Royal Society of Edinburgh B: Biological Sciences (bis 1996)
- Royal Society of Edinburgh Directory
- Royal Society of Edinburgh Review

## Präsidenten
- 1783–1812: Henry Scott, 3. Duke of Buccleuch (1746–1812)
- 1812–1820: Sir James Hall (1761–1832)
- 1820–1832: Sir Walter Scott (1771–1832)
- 1832–1860: Sir Thomas Makdougall Brisbane (1773–1860)
- 1860–1864: George Campbell, 8. Duke of Argyll (1823–1900)
- 1864–1868: Sir David Brewster (1781–1868)
- 1869–1873: Sir Robert Christison (1797–1882)
- 1873–1878: Sir William Thomson (1824–1907)
- 1878–1879: Philip Kelland (1808–1879)
- 1879–1884: James Moncreiff, 1. Baron Moncreiff (1811–1895)
- 1884–1885: Thomas Stevenson (1818–1887)
- 1886–1890: Sir William Thomson (1824–1907)
- 1890–1895: Sir Andrew Douglas Maclagan (1812–1900)
- 1895–1907: William Thomson, 1. Baron Kelvin (1824–1907)
- 1908–1913: Sir William Turner (1832–1916)
- 1913–1915: James Geikie (1839–1915)
- 1915–1919: John Horne (1848–1928)
- 1919–1924: Frederick Orpen Bower (1855–1948)
- 1924–1929: Sir James Alfred Ewing (1855–1935)
- 1929–1934: Sir Edward Albert Sharpey-Schafer (1850–1935)
- 1934–1939: Sir D’Arcy Wentworth Thompson (1860–1948)
- 1939–1944: Sir Edmund Whittaker (1873–1956)
- 1944–1949: Sir William Wright Smith (1875–1956)
- 1949–1954: James Kendall (1889–1978)
- 1954–1958: James Ritchie (1882–1958)
- 1958–1959: James Norman Davidson (1911–1972)
- 1959–1964: Sir Edmund Hirst (1898–1975)
- 1964–1967: James Norman Davidson (1911–1972)
- 1967–1970: Norman Feather (1904–1978)
- 1970–1973: Sir Maurice Yonge (1899–1986)
- 1973–1976: John Cameron, Lord Cameron (1900–1996)
- 1976–1979: Robert Allan Smith (1909–1980)
- 1979–1982: Sir Kenneth Lyon Blaxter (1919–1991)
- 1982–1985: Sir John Atwell (1911–1999)
- 1985–1988: Sir Alwyn Williams (1921–2004)
- 1988–1991: Charles Kemball (1923–1998)
- 1991–1993: Sir Alastair Currie (1921–1994)
- 1993–1996: Thomas L. Johnston (1927–2009)
- 1996–1999: Malcolm Jeeves (* 1926)
- 1999–2002: Sir William Stewart (* 1935)
- 2002–2005: Stewart Sutherland, Baron Sutherland of Houndwood (1941–2018)
- 2005–2008: Sir Michael Atiyah (1929–2019)
- 2008–2011: David Wilson, Baron Wilson of Tillyorn (* 1935)
- 2011–2014: John Arbuthnott (1939–2023)
- 2014–2018: Dame Jocelyn Bell Burnell (* 1943)
- 2018–2021: Dame Anne Glover (* 1956)
- seit 2021: Sir John M. Ball (* 1948)